# 禹诚
禹诚（1972年5月—），湖南邵东人，汉族，中国共产党党员。中华人民共和国政治人物、第十三届全国人民代表大会湖北省代表。

## 生平
2018年，禹诚被选为湖北省出席第十三届全国人民代表大会代表。